# Alemania en la Copa Mundial de Fútbol de 1994
La selección de Alemania fue uno de los 24 equipos participantes en la Copa Mundial de Fútbol de 1994, torneo que se llevó a cabo del 17 de junio al 17 de julio en los Estados Unidos de América.

## Jugadores
| #  | Nombre            | Posición       | Club                  |
| -- | ----------------- | -------------- | --------------------- |
| 1  | Bodo Illgner      | Portero        | FC Colonia            |
| 2  | Thomas Strunz     | Centrocampista | VfB Stuttgart         |
| 3  | Andreas Brehme †  | Defensa        | FC Kaiserslautern     |
| 4  | Jürgen Kohler     | Defensa        | Juventus              |
| 5  | Thomas Helmer     | Defensa        | Bayern Munich         |
| 6  | Guido Buchwald    | Defensa        | VfB Stuttgart         |
| 7  | Andreas Möller    | Mediocampista  | Juventus              |
| 8  | Thomas Häßler     | Mediocampista  | AS Roma               |
| 9  | Karl-Heinz Riedle | Delantero      | Borussia Dortmund     |
| 10 | Lothar Matthäus   | Mediocampista  | Bayern Munich         |
| 11 | Stefan Kuntz      | Delantero      | FC Kaiserslautern     |
| 12 | Andreas Köpke     | Portero        | FC Nuremberg          |
| 13 | Rudi Völler       | Delantero      | Olympique de Marsella |
| 14 | Thomas Berthold   | Defensa        | VfB Stuttgart         |
| 15 | Maurizio Gaudino  | Mediocampista  | Eintracht Frankfurt   |
| 16 | Matthias Sammer   | Mediocampista  | Borussia Dortmund     |
| 17 | Martin Wagner     | Mediocampista  | FC Kaiserslautern     |
| 18 | Jürgen Klinsmann  | Delantero      | AS Mónaco             |
| 19 | Ulf Kirsten       | Delantero      | Bayer Leverkusen      |
| 20 | Stefan Effenberg  | Mediocampista  | AC Fiorentina         |
| 21 | Mario Basler      | Mediocampista  | Werder Bremen         |
| 22 | Oliver Kahn       | Portero        | Karlsruher SC         |
| DT | Berti Vogts       |                |                       |

## Participación

### Grupo C
| Equipo        | Pts | PJ | PG | PE | PP | GF | GC | Dif |
| ------------- | --- | -- | -- | -- | -- | -- | -- | --- |
| Alemania      | 7   | 3  | 2  | 1  | 0  | 5  | 3  | 2   |
| España        | 5   | 3  | 1  | 2  | 0  | 6  | 4  | 2   |
| Corea del Sur | 2   | 3  | 0  | 2  | 1  | 4  | 5  | -1  |
| Bolivia       | 1   | 3  | 0  | 1  | 2  | 1  | 4  | -3  |

| 17 de junio de 1994, 14:00 CDT | Alemania      | 1:0 (0:0) | Bolivia | Soldier Field, Chicago                                           |                                                                  |
|                                | Klinsmann 61' | Reporte   |         | Asistencia: 63 117 espectadores Árbitro(s): Arturo Brizio Carter | Asistencia: 63 117 espectadores Árbitro(s): Arturo Brizio Carter |

| 21 de junio de 1994, 15:00 CDT | Alemania      | 1:1 (0:1) | España         | Soldier Field, Chicago                                      |                                                             |
|                                | Klinsmann 48' | Reporte   | Goikoetxea 14' | Asistencia: 63 113 espectadores Árbitro(s): Ernesto Filippi | Asistencia: 63 113 espectadores Árbitro(s): Ernesto Filippi |

| 27 de junio de 1994, 15:00 CDT | Alemania                       | 3:2 (3:0) | Corea del Sur        | Estadio Cotton Bowl, Dallas                              |                                                          |
|                                | Klinsmann 12' 37' · Riedle 20' | Reporte   | Hwang 52' · Hong 63' | Asistencia: 63 998 espectadores Árbitro(s): Joël Quiniou | Asistencia: 63 998 espectadores Árbitro(s): Joël Quiniou |

### Octavos de final
| 2 de julio de 1994, 12:00 CDT | Alemania                      | 3:2 (3:1) | Bélgica              | Soldier Field, Chicago                                                 |                                                                        |
|                               | Völler 6' 40' · Klinsmann 11' | Reporte   | Grün 8' · Albert 90' | Asistencia: 60 246 espectadores Árbitro(s): Kurt Röthlisberger (Suiza) | Asistencia: 60 246 espectadores Árbitro(s): Kurt Röthlisberger (Suiza) |

### Cuartos de final
| 10 de julio de 1994, 12:00 EDT                                    | Bulgaria                     | 2:1 (0:0) | Alemania            | Giants Stadium, Nueva York                                     |                                                                |
|                                                                   | Stoichkov 75' · Letchkov 78' | Reporte   | Matthäus 47' (pen.) | Asistencia: 72 000 espectadores Árbitro(s): José Torres Cadena | Asistencia: 72 000 espectadores Árbitro(s): José Torres Cadena |
| Primera vez que Bulgaria Clasifica a una Semifinal en un Mundial. |                              |           |                     |                                                                |                                                                |

## Estadísticas
| Equipo | Equipo   | Pts | PJ | PG | PE | PP | GF | GC | Dif | Rend  |
| ------ | -------- | --- | -- | -- | -- | -- | -- | -- | --- | ----- |
| 4      | Bulgaria | 10  | 7  | 3  | 1  | 3  | 10 | 11 | -1  | 47,6% |
| 5      | Alemania | 10  | 5  | 3  | 1  | 1  | 9  | 7  | 2   | 66,7% |
| 6      | Rumania  | 10  | 5  | 3  | 1  | 1  | 10 | 9  | 1   | 66,7% |